# Estádio Lindolfo Monteiro
Estádio Lindolfo Monteiro – stadion piłkarski w Teresina, Piauí, Brazylia, na którym swoje mecze rozgrywają kluby Piauí Esporte Clube i Sociedade Esportiva Tiradentes.